# Vallis Snellius

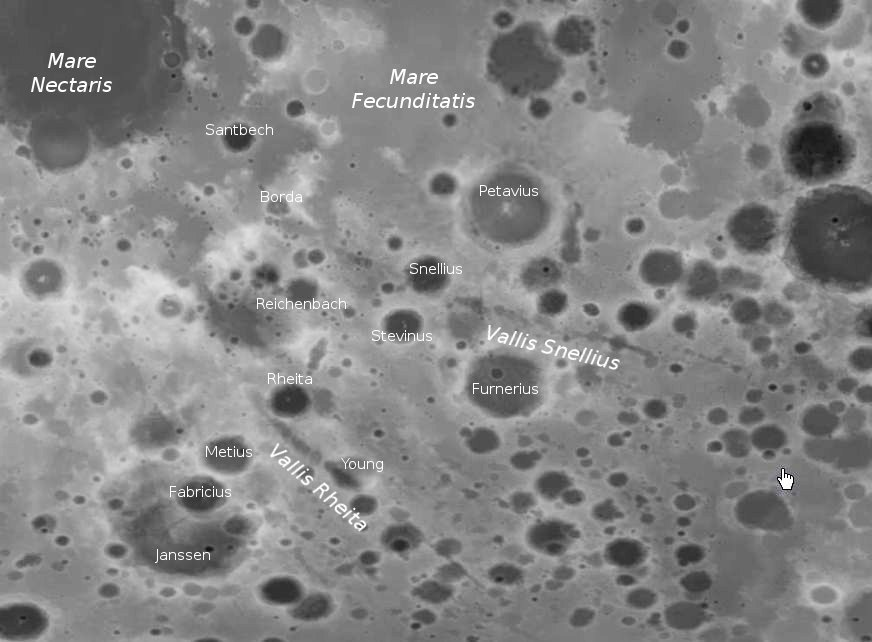
Localisation de la vallis Snellius.

La Vallis Snellius, est une vallée lunaire située sur la face visible de la Lune. Cette vallée est située dans le quart sud-est de la Mare Nectaris. La Vallis Snellius semble avoir une origine commune avec la vallée voisine Vallis Rheita située juste au sud-ouest, car ces deux vallées sont orientées radialement par rapport à la mare Nectaris. Elles sont toutes les deux situées au sud de la Mare Fecunditatis.
Le centre de la Vallis Snellius se trouve aux coordonnées sélénographiques −31, 56. Elle a une longueur de 592 kilomètres. Il s'agit de la plus longue vallée lunaire sur la face visible de la Lune. 
Bien que linéaire, cette vallée est de forme irrégulière et a été largement touchée par l'érosion d'impacts ultérieurs, ce qui rend difficile de suivre son tracé sur la surface. Le cratère Snellius à partir duquel la vallée a été nommée, se trouve dans la moitié sud. Près de la partie nord de la vallée se trouve le cratère Borda. 